# Grand Prix automobile de France 1937

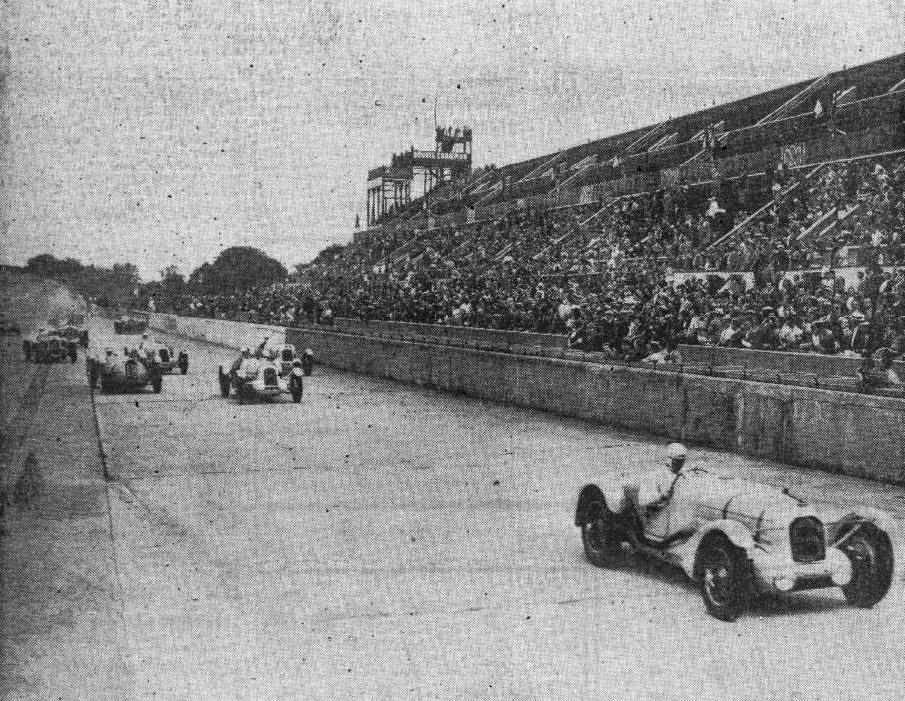
Départ de l'édition 1937, Raymond Sommer en tête au premier tour avant la portion routière.

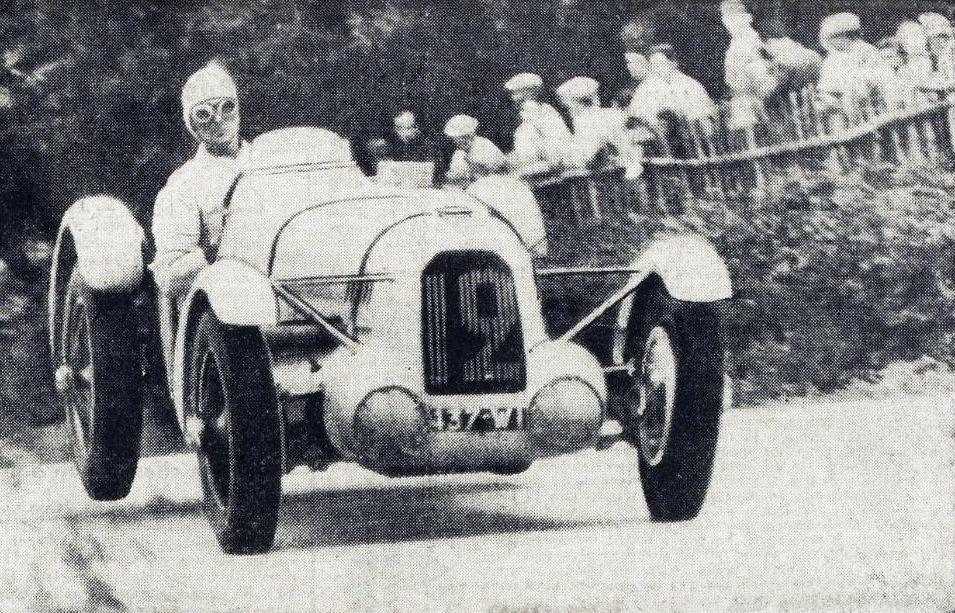
Louis Chiron en course sur Talbot.

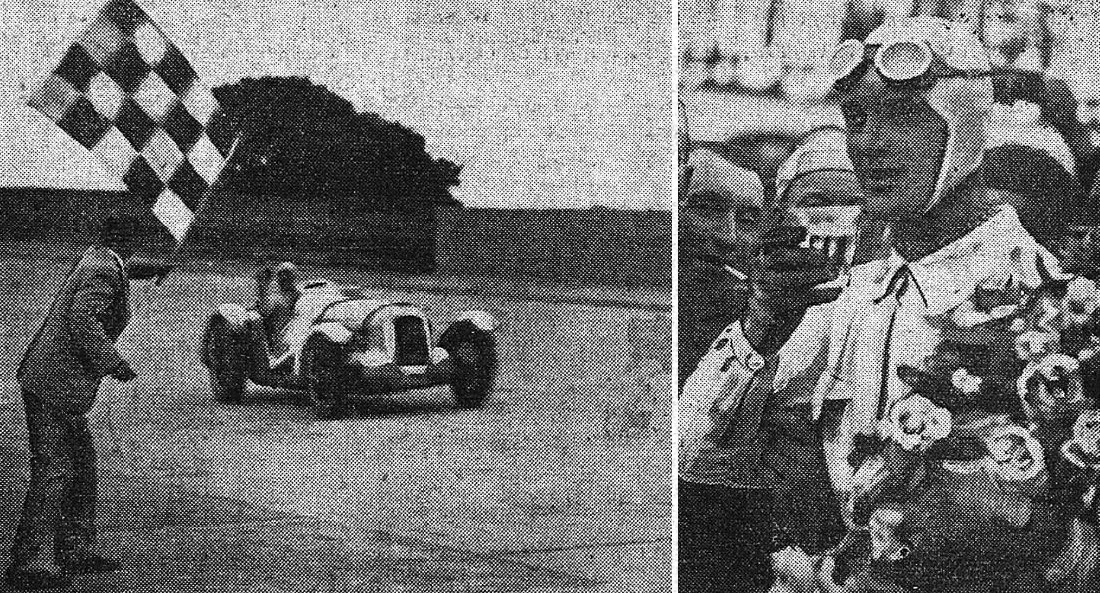
Louis Chiron, vainqueur du Grand Prix de l'A.C.F. 1937 sur Talbot.

Le Grand Prix automobile de France 1937 est un Grand Prix qui s'est tenu sur l'Autodrome de Linas-Montlhéry le 4 juillet 1937.
Tout comme en 1936, il a la particularité de s'être déroulé avec des voitures de sport.

## Classement de la course
| Pos. | no | Pilote                            | Écurie                     | Châssis        | Tours | Temps/Abandon     | Grille |
| ---- | -- | --------------------------------- | -------------------------- | -------------- | ----- | ----------------- | ------ |
| 1    | 12 | Louis Chiron                      | Automobiles Talbot         | Talbot T150C   | 40    | 3 h 46 min 6 s 1  | 2      |
| 2    | 10 | Gianfranco Comotti                | Automobiles Talbot         | Talbot T150C   | 40    | + 2 min 6 s 4     | 3      |
| 3    | 8  | Albert Divo                       | Automobiles Talbot         | Talbot T150C   | 40    | + 3 min 42 s 8    | 4      |
| 4    | 22 | René Carrière                     | Écurie Bleue               | Delahaye 135CS | 39    | + 1 tour          |        |
| 5    | 6  | Raymond Sommer                    | Automobiles Talbot         | Talbot T150C   | 38    | + 2 tours         | 1      |
| 6    | 28 | Eugène Chaboud Jean Trémoulet     | Privé                      | Delahaye 135CS | 33    | + 7 tours         |        |
| Abd. | 30 | Genaro Leóz Abad Raymond de Saugé | Privé                      | Bugatti T57S   | 27    | Moteur            |        |
| Abd. | 26 | Daniel Porthault                  | Privé                      | Delahaye 135CS | 24    | Accident          |        |
| Abd. | 24 | Louis Villeneuve                  | Privé                      | Delahaye 135CS | 16    | Moteur            |        |
| Abd. | 20 | Laury Schell                      | Écurie Bleue               | Delahaye 135CS | 14    | Accident          |        |
| Abd. | 18 | René Dreyfus                      | Écurie Bleue               | Delahaye 145   | 8     | Boîte de vitesses |        |
| Np.  | 14 | Jean-Pierre Wimille               | Automobiles Ettore Bugatti | Bugatti T57S   |       |                   |        |
| Np.  | 16 | Robert Benoist                    | Automobiles Ettore Bugatti | Bugatti T57S   |       | Disqualifié       |        |

- Légende: Abd.=Abandon - Np.=Non partant - Nc.=Non classé.

## Pole position et record du tour
- Pole position :  Raymond Sommer (Talbot-Lago).
- Record du tour :  Louis Chiron (Talbot-Lago) en 5 min 29 s 7.

## Tours en tête
- Louis Chiron : 21 tours (1 / 21-40)
- Raymond Sommer : 19 tours (2-20)